# Морозово (Венгеровский район)
Морозово — исчезнувшая деревня в Венгеровском районе Новосибирской области России. На момент упразднения входила в состав Филошенского сельсовета. Исключена из учётных данных в 1968 году.

## География
Располагалась на северо-востоке района у озера Тур-Тау, в 7 км к юго-западу от села Филошенка.

## История
Деревня была основана в 1858 году. В 1928 году деревня Морозова состояла из 61 хозяйства. В административном отношении являлась центром Морозовского сельсовета Меньшиковского района Барабинского округа Сибирского края. В деревне располагался маслозавод.
Решением Новосибирского облисполкома от 31.12.1968 г. деревня исключена из учётных данных.

## Население
По переписи 1926 г. в деревне проживало 279 человек (131 мужчина и 148 женщин), основное население — русские.